# Cachaça

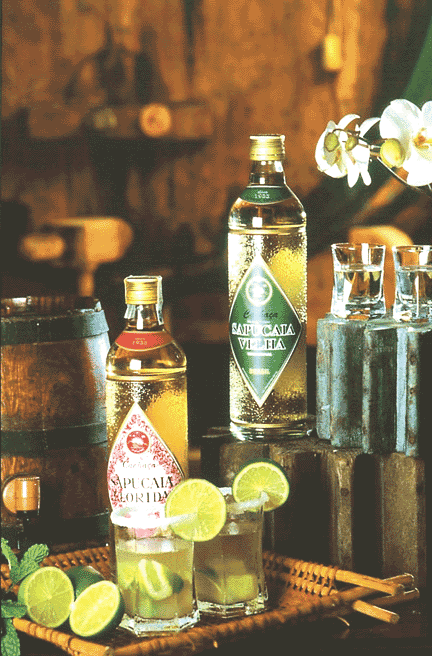
Flessen cachaça met twee glazen Caipirinha

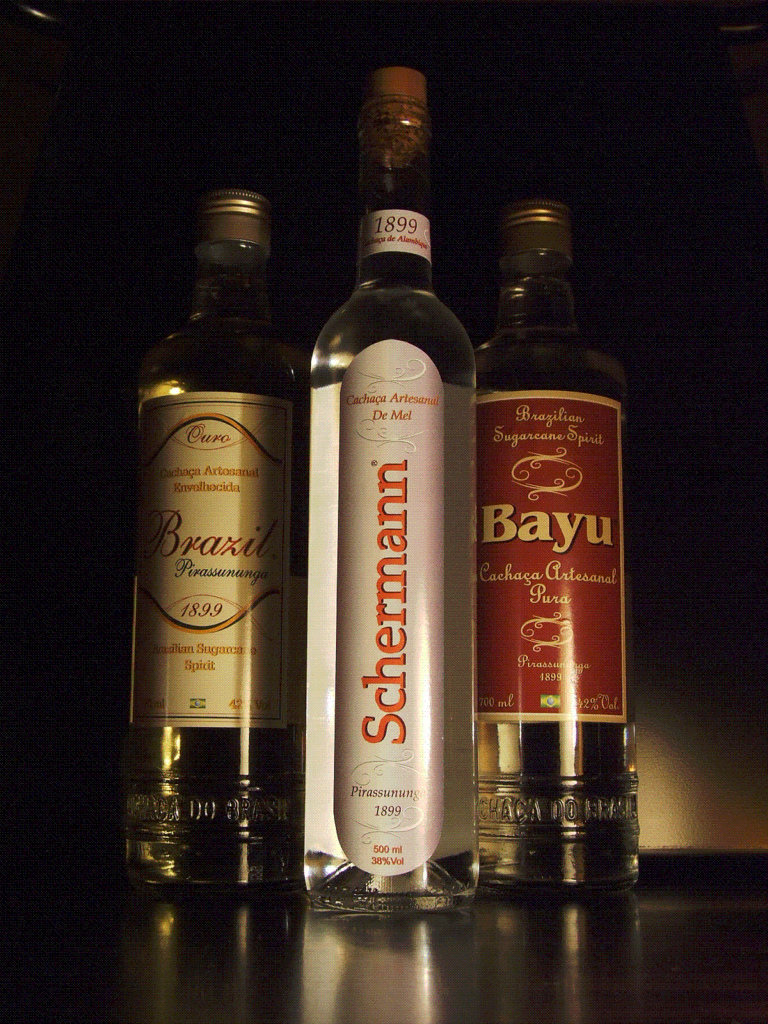
Meer cachaça

Cachaça (cachacé) (ook bekend als aguardente en pinga) is een suikerrietdistillaat afkomstig uit Brazilië en is vergelijkbaar met witte rum.
Rond 1530, een paar decennia na de kolonisatie door Portugal, werd cachaça voor het eerst aldaar geproduceerd. Cachaça wordt puur, in een caipirinhacocktail of in een variëteit aan fruitcocktails gedronken. Het alcoholpercentage ligt iets hoger dan dat van rum. 99% van de consumptie vindt plaats in Brazilië zelf. In tegenstelling tot rum wordt de drank niet uit suikerrietsiroop (melasse) bereid maar uit versgeperst suikerrietsap. De sterkte en smaak variëren en worden bepaald door de rijpingsduur. De reguliere variant die ook gebruikt wordt in de cocktail caipirinha is helder van kleur en is slechts korte tijd gerijpt. Het sap wordt na destillatie vrij snel gebotteld en heeft een intense ietwat scherpe suikerrietsmaak. De gerijpte variant is meestal karamelgeel van kleur en de smaak hangt af van de houtsoort van de vaten waarin de rijping plaatsvindt en de lengte van het rijpingsproces.
Hoe gedronken
Het wordt zowel puur gedronken als gebruikt in populaire cocktails zoals de caipirinha. In tegenstelling tot rum, dat van melasse wordt gemaakt, heeft cachaça een intensere smaak door het gebruik van suikerrietsap. Er zijn ook gerijpte varianten, die hun smaak krijgen door de houtsoort van de vaten waarin ze rijpen en de duur van het rijpingsproces.